# 羅伯特·亨迪-弗里加德
羅伯特·亨迪-弗里加德（英語：Robert Hendy-Freegard，本名：Robert Freegard，1971年3月1日—），英國詐騙犯，曾訛稱自己是軍情五處特工，於2005年因兩項綁架、10項盜竊和8項欺詐被判終身監禁，及後其綁架罪名遭推翻，並於2009年5月獲釋。其事蹟被Netflix拍成紀錄片《The Puppet Master: Hunting the Ultimate Conman》，於2022年首播。